# فرودگاه گرند ماری
فرودگاه گرند ماری (به انگلیسی: Grand Marais Airport) یک فرودگاه همگانی بهره‌برداری هوایی است که یک باند فرود چمن دارد و طول باند آن ۷۹۲ متر است. این فرودگاه در کشور ایالات متحده آمریکا قرار دارد و در ارتفاع ۲۵۵ متری از سطح دریا واقع شده‌است.